# 愛斯基摩星雲
愛斯基摩星雲（Eskimo Nebula，NGC 2392），亦稱阿尼臉星雲，是位於雙子座的一個行星狀星雲，距離地球約2,900光年遠，由英国天文學家威廉·赫歇尔在1787年發現的；使用小型望遠鏡就可以看見。
由於地面上觀察受大氣影響，影像不甚清晰之下，它像是被帶頭罩雪衣的敞篷圍攏的正面頭象，也就是因為影像不太清晰，愛斯基摩頭像更甚「相似」（略帶想像空間）。2000年哈伯太空望遠鏡對這個星雲作高解像照相觀測，呈現人們尚未能充分了解的複雜氣體結構。
星雲前身是一顆類似太陽質量的恆星，約在10,000年前，氣體才在它的外圍開始籠罩。其內部的細絲是由中心恆星吹出的星風中的微粒组成的，外殼中有異常的長達一光年的橙色絲線。

## 外部連結
- WikiSky上关于The Eskimo Nebula的内容：DSS2, SDSS, GALEX, IRAS, 氢α, X射线, 天文照片, 天图, 文章和图片
- APOD (2003-12-07) （页面存档备份，存于） – NGC 2392: The Eskimo Nebula
- 哈勃望遠鏡2000年1月的拍攝資料 （页面存档备份，存于）
- 美國國家光學天文台20吋望遠鏡拍攝之愛斯基摩星雲 （页面存档备份，存于）